# Двигатель Toyota A
Двигатели Toyota серии A — бензиновые рядные 4-цилиндровые двигатели производства Toyota. Двигатели серии A состоят из чугунного блока двигателя с алюминиевой головкой цилиндров.
Производство серии началось с конца 1970-х годов, когда разрабатывался новый двигатель для Toyota Tercel, серия пришла на замену двигателям Toyota K. Была поставлена цель достичь экономичности расхода топлива и оптимальной производительности, а также снизить уровень выбросов. Именно в этой серии появился первый массовый двигатель 4A-GE с двумя распредвалами (система DOHC) и четырьмя клапанами на цилиндр двигателя, а позже также с пятью клапанами на цилиндр.
Сегодня Toyota с предприятием Tianjin FAW Xiali производит 1,3-литровый 8A, и так же недавно было возобновлено производство 5А.

## 1А
Двигатель 1A имеет объём 1,5 л (1452 куб. см). Производился с 1978 по 1980 год. Все варианты двигателя были карбюраторные, имели ременной привод распредвала 8-клапанной головки двигателя. Двигатель 1A-C устанавливался на AL10 Tercel. Двигатель 1A-U использовал каталитический конвертер Toyota TTC-C. Этот двигатель выдавал 80 л. с. (59 кВт) при 5600 оборотах в минуту и 113 Н·м крутящего момента при 3600 оборотах в минуту. Степень сжатия 9,0:1. 1A-U устанавливался на внутренних японских AL10 Tercel/Corsa.
Диаметр цилиндра у двигателей 1А составляет 77,5 мм, ход поршня 77,0 мм. Эти двигатели пришли на смену Т-серии, а их преемниками стали двигатели 3A.

## 2A
Двигатель 2A имеет объём 1,3 л (1295 куб. см). Производился с 1979 по 1989 год. Двигатели 2A начиная с 1982 года на автомобилях AL20 Tercel получили измененную клапанную крышку и приводного ремня ГРМ, а также автоматический дроссель и автоматически управляемую систему впуска горячего воздуха. Степень сжатия у двигателя немного повышена. Все варианты двигателя используют ременной привод распредвала на восемь клапанов.
Двигатели 2A, 2A-L, 2A-LC показывают мощность 65 л. с. (48 кВт) при 6000 об/мин и крутящий момент 98 Н·м при 3800 об/мин (степень сжатия 9,3:1). Они устанавливались на:
- AE80 Corolla (1983—1985 годы, кроме Японии, двигатель 2A-LC в Австралии)
- AL11 Tercel (1979—1982 годы, кроме Японии и Северной Америки)
- AL20 Tercel (1982—1984 годы, кроме Японии и Северной Америки).

Двигатели 2A-U, 2A-LU используют каталитический конвертер Toyota TTC-C. Мощность 75 л. с. (55 кВт) при 6000 об/мин и крутящий момент 106 Н·м при 3600 об/мин (степень сжатия 9,3:1). Эти двигатели устанавливались на автомобили только для японского рынка:
- AE80 Corolla (1983—1985 годы)
- AL20 Corolla II (1982—1986 годы)
- AL11 Corsa
- AL20 Corsa (1982—1989 годы)
- AE80 Sprinter (1983—1985 годы)
- AL11 Tercel
- AL20 Tercel (1982—1989 годы)

Диаметр цилиндра у двигателей 2А составляет 76,0 мм, ход поршня 71,4 мм. Эти двигатели пришли на смену 4K-серии, а их преемниками стали двигатели 2E.

## 3A
Двигатель 3A имеет объём 1,5 л (1452 см3). Производился с 1979 по 1989 год. 3A является преемником 1A. Все версии двигателя восьмиклапанные, с клапанным механизмом SOHC.
Мощность двигателей 3A и 3A-C варьируется от 45 до 52 кВт (62—71 л. с.) при 3800—4800 об/мин. Они устанавливались на:
- AL12 Tercel (1979—1982 годы, кроме Японии)
- AL21/25 Tercel (1982—1988 годы, кроме Японии)

Мощность двигателей 3A-U и 3A-LU составляет 61 кВт (82 л. с.) при 5600 об/мин, а крутящий момент — 118 Н·м при 3600 об/мин. Они устанавливались на:
- AA60 Carina (1981—1987 годы, только для Японии)
- AT150 Carina (1984—1988 годы, только для Японии)
- AE70 Corolla (1979—1983 годы, только для Японии)
- AE81/85 Corolla (1983—1987 годы, только для Японии)
- AL21 Corolla II (1982—1986 годы, только для Японии)
- AT140 Corona (1982—1987 годы, только для Японии)
- AT150 Corona (1983—1987 годы, только для Японии)
- AL12 Corsa (только для Японии)
- AL21/25 Corsa (1982—1989 годы, только для Японии)
- AW10 MR2 (1984—1989 годы, только для Японии)
- AE70 Sprinter (1979—1983 годы, только для Японии)
- AE81/85 Sprinter (1983—1987 годы, только для Японии)
- AL25 Sprinter Carib (1982—1988 годы, только для Японии)
- AL21/25 Tercel (1982—1989 годы, только для Японии)

3A-HU является версией с высокой степенью сжатия (9,3:1) и каталитическим нейтрализатором Toyota TTC-C. Его мощность составляет 63 кВт (85 л. с.) при 6000 об/мин, а крутящий момент — 121 Н⋅м при 4000 об/мин. Он устанавливался на:
- AL21 Corolla II (1982—1984 годы, только для Японии)
- AL21 Corsa (1982—1984 годы, только для Японии)
- AL21 Tercel (1982—1984 годы, только для Японии)

3A-SU является версией с двойным карбюратором и каталитическим нейтрализатором Toyota TTC-C. Впервые был представлен в августе 1984 года. Его мощность составляет 66 кВт (89 л. с.) при 6000 об/мин. Он устанавливался на:
- AL21 Corolla II (1984—1986 годы, только для Японии)
- AL21 /25 Corsa (1984—1989 годы, только для Японии)
- AL25 Sprinter Carib (1984—1988 годы, только для Японии)
- AL21 /25 Tercel (1984—1989 годы, только для Японии)

## 4A
4A выпускался с 1980 по 2002 год. Все двигатели имеют рабочий объём 1,6 л (1587 см3). В отличие от 3A, диаметр цилиндра увеличен на 81 мм, а ход поршня остался 77 мм. В Европе камеры сгорания были изменены в начале 1986 года, что привело к увеличению мощности на 2 л. с.
На североамериканском рынке автомобили оснащались двигателями 4A-LC и 4A-C. Мощность варьируется от 52 до 55 кВт (70—74 л. с.) при 4800—5200 об/мин. В Европе и на других рынках (кроме Швеции и Швейцарии) автомобили оснащались двигателями 4A-L мощностью 58—62 кВт (79—84 л. с.) при 5600 об/мин и крутящим моментом 123—130 Н⋅м при 3600—4000 об/мин. Двигатели устанавливались на:
- AT151 Carina II (1983—1987 годы, только для Европы)
- AT160 Celica (1985—1989 годы, кроме Японии)
- AE71 Corolla (1982—1984 годы, только для Северной Америки, Австралии и Южной Африки)
- AE82/86 Corolla (1983—1987 годы, кроме Японии)
- AT151 Corona (1983—1987 годы, кроме Японии)
- A60 Daihatsu Charmant (1984—1987 годы, кроме Японии)
- Elfin Type 3 Clubmanа
- Chevrolet Nova (1985—1988 годы)

Двигатель с системой впрыска топлива получил индекс 4A-ELU. Его мощность увеличена до 74 кВт (100 л. с.) при 5600 об/мин, а крутящий момент — 127 Н⋅м при 4000 об/мин. Также двигатель оснащён каталитическим нейтрализатором Toyota TTC-C. Устанавливался на:
- AT171 Carina II (1987—1992 годы; только для Европы)
- AE92/95 Corolla (1987—1992 годы; кроме Японии)
- AE95 Corolla (1988—1989 годы; только для Японии)
- AE101 Corolla (1992—1998 годы; только для Азии, Африки и Латинской Америки)
- AE111 Corolla (1997—2001 годы; только для Азии, Африки и Латинской Америки)
- AT171/177 Corona (1987—1992 годы; кроме Японии)
- AE95 Sprinter (1988—1989 годы; только для Японии)

Узкоклапанная (22,3°) 16-клапанная версия DOHC с карбюратором, 4A-F, выпускалась с 1987 по 1990 год. Мощность составляла 70 кВт (94 л. с.) при 6000 об/мин, а крутящий момент — 127 Нм при 3600 об/мин (степень сжатия 9,5:1, спецификация ЕС). Двигатель устанавливался на:
- AT171 Carina II (1987—1992 годы; только для Европы)
- AE92/95 Corolla (1987—1992 годы; кроме Японии)
- AE95 Corolla (1988—1989 годы; кроме Японии)
- AE101 Corolla (1992—1998 годы; Азия, Африка и Латинская Америка)
- AE111 Corolla (1997—2001 годы; Азия, Африка и Латинская Америка)
- AT171/177 Corona (1987—1992 годы; кроме Японии)
- AE95 Sprinter (1988—1989 годы; только для Японии)

С 1987 по 2001 год выпускалась инжекторная версия, получившая индекс 4A-FE. Двигатель разработан с учётом экономии топлива. На смену пришёл двигатель 3ZZ-FE. Существует 3 поколения:
- Первое поколение (1987—1996 годы)[5]
- Второе поколение (1992—1998 годы; в США 1993—1996 годы)
- Третье поколение (1996—2001)

Двигатель устанавливался на:
- AT220 Avensis (1997—2000 годы; кроме Японии)
- AT171/175 Carina (1988—1992 годы; кроме Японии)
- AT190 Carina (1984—1996 годы; кроме Японии)
- AT171 Carina II (1987—1992 годы; только для Европы)
- AT190 Carina E (1992—1997 годы; только для Европы)
- AT180 Celica (1989—1993 годы; кроме Японии)
- AE92/95 Corolla (1988—1997 годы)
- AE101/104/109 Corolla (1991—2002 годы)
- AE111/114 Corolla (1995—2002 годы)
- AE101 Corolla Ceres (1992—1998 годы; только для Японии)
- AE111 Corolla Spacio (1997—2001 годы; только для Японии)
- AT175 Corona (1988—1992 годы; только для Японии)
- AT190 Corona (1992—1996 годы)
- AT210 Corona (1996—2001 годы)
- AE95 Sprinter (1989—1991 годы; только для Японии)
- AE101/104/109 Sprinter (1992—2002 годы; только для Японии)
- AE111/114 Sprinter (1995—1998 годы; только для Японии)
- AE95 Sprinter Carib (1988—1990 годы; только для Японии)
- AE111/114 Sprinter Carib (1996—2001 годы; только для Японии)
- AE101 Sprinter Marino (1992—1998 годы; только для Японии)
- AE92/AE111 Corolla/Conquest (1993—2002 годы; ЮАР)
- Geo Prizm (на базе Toyota AE92/AE101; 1989—1997 годы)

Также существовали версии 4A-FHE, 4A-GE (который выпускался с мая 1983 по 2000 год со сменой поколений в июне 1987, июне 1989, 1991 и 1995 году) и 4A-GZE. До третьего поколения двигатели были 16-клапанными, а с четвёртого — 20-клапанными.
|                               | Первое поколение                    | Второе поколение                       | Третье поколение                       |               |
| ----------------------------- | ----------------------------------- | -------------------------------------- | -------------------------------------- | ------------- |
| Объём                         | 1,6 л (1587 см3)                    | 1,6 л (1587 см3)                       | 1,6 л (1587 см3)                       |               |
| Диаметр цилиндра x Ход поршня | 81 × 77 мм                          | 81 × 77 мм                             | 81 × 77 мм                             |               |
| Зажигание                     | Дистрибьютор (AW11), DLI (AE92)     | DLI                                    | DLI                                    |               |
| Сжигание топлива              | Расходомер воздуха (AFM)            | Абсолютное давление в коллекторе (MAP) | Абсолютное давление в коллекторе (MAP) |               |
| Требования к топливу          | Обычное/Премиум                     | 100 (Премиум)                          | 100 (Премиум)                          |               |
| Мощность                      | 107 кВт (143 л. с.) при 6400 об/мин | 121 кВт (163 л. с.) при 6400 об/мин    | 125 кВт (168 л. с.) при 6400 об/мин    |               |
| Крутящий момент               | 190 Н⋅м при 4400 об/мин             | 208 Н⋅м при 4400 об/мин                | 208 Н⋅м при 4400 об/мин                |               |
| Степень сжатия                | 8.0:1                               | 8.9:1                                  | 8.9:1                                  |               |
| Диаметр впускного клапана     | 29,5 мм (1,16 ″)                    | 29,5 мм (1,16 ″)                       | 29,5 мм (1,16 ″)                       |               |
| Диаметр выпускного клапана    | 25,5 мм (1,00 ″)                    | 25,5 мм (1,00 ″)                       | 25,5 мм (1,00 ″)                       |               |
| Подъём впускного клапана      | 7,1 мм (0,28 ″)                     | 7,1 мм (0,28 ″)                        | 7,1 мм (0,28 ″)                        |               |
| Подъём выпускного клапана     | 7,1 мм (0,28 ″)                     | 7,1 мм (0,28 ″)                        | 7,1 мм (0,28 ″)                        |               |
| Объём инжектора               | 365 см3                             | 365 см3                                | 365 см3                                |               |
| Нагнетатель                   | SC12                                | SC12                                   | SC12                                   |               |
| Наддув                        | 0,48—0,55 бар                       | 0,62—0,69 бар                          | 0,62—0,69 бар                          | 0,62—0,69 бар |
| Охлаждение цилиндра           | Нет                                 | Нет                                    | Масляные форсунки                      |               |

## 5A
1,5-литровый (1498 см3) двигатель 5A выпускался с 1987 по 2006 год. С 1987 по 2006 год выпускался карбюраторный двигатель 5A-F, а с 1995 по 1998 год выпускался инжекторный двигатель 5A-FE. Также существовал вариант 5A-FHE.

## 6A
Двигатель 6A-FC объёмом 1,4 л (1397 см3) выпускался с 1989 по 1992 год. Его мощность составляет 60 кВт (80 л. с.), а крутящий момент — 117 Н⋅м. Двигатель устанавливался на автомобили Toyota Corolla в Австралии.

## 7A
7A был самым крупным двигателем серии A, выпускавшимся с 1993 по 2002 год. Его объём составлял 1,8 л (1762 см3), диаметр цилиндра и ход поршня — 81 мм × 85,5 мм. Мощность варьировалась от 78 до 88 кВт (105—118 л. с.) при 5600 об/мин, а крутящий момент — от 149 до 237 Н⋅м при 3600 об/мин. Единственным вариантом являлся 7A-FE.

## 8A
8A являлся 1,3-литровым (1342 см3) двигателем, выпускавшимся с 1990 по 2006 год подразделением FAW Toyota. Диаметр цилиндра 78,7 мм, а ход поршня 69 мм. Степень сжатия составляет 9,3:1.